# Koen Peeters

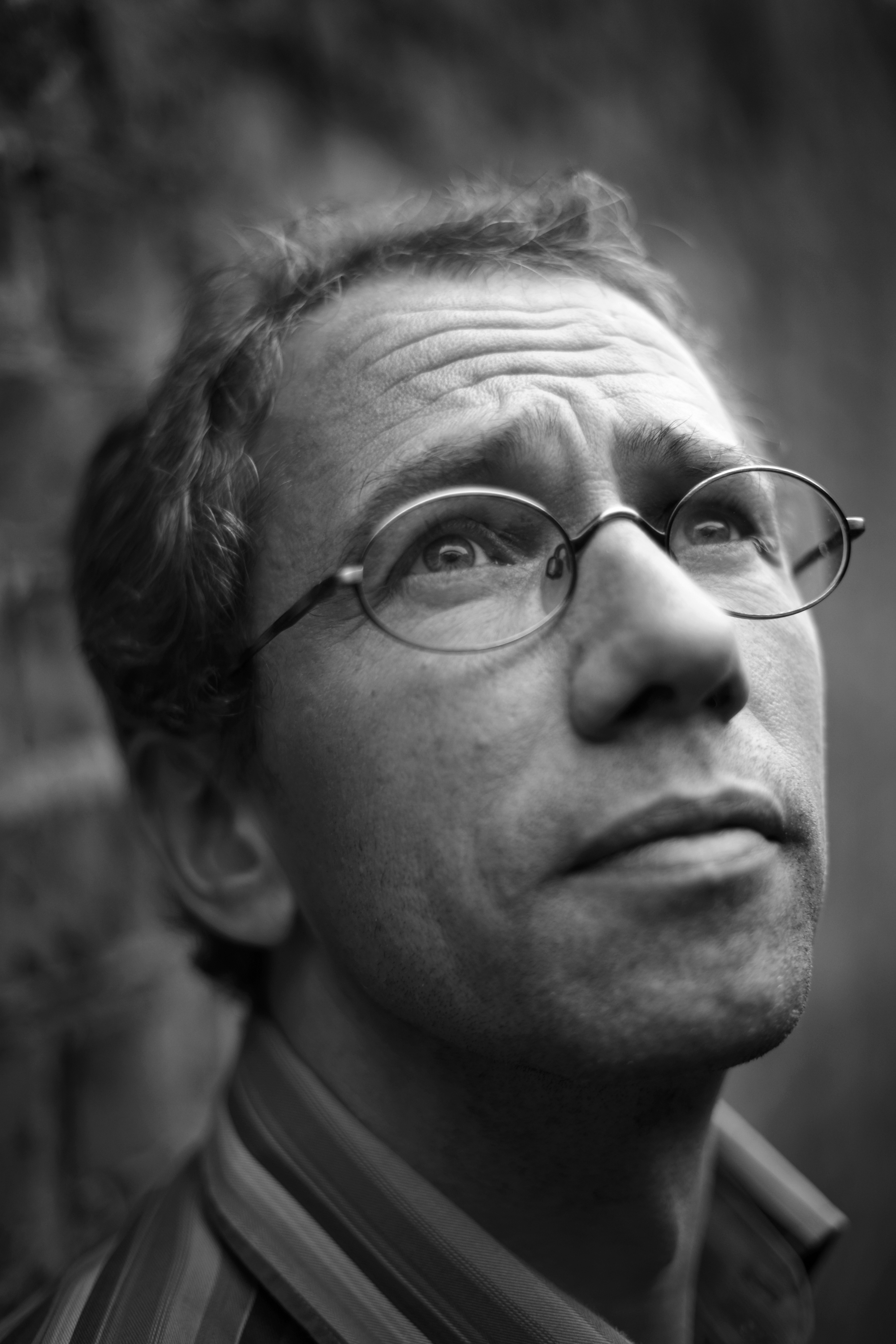
Koen Peeters

Koen Peeters es un escritor belga neerlandófono nacido en Turnhout el 9 de marzo de 1959. 

## Obras
- 1988 – Conversaties met K, Meulenhoff/Kritak, Ámsterdam/Lovaina
- 1991 – Bezoek onze kelders, Meulenhoff/Kritak, Ámsterdam/Lovaina
- 1993 – De postbode, Meulenhoff/Kritak, Ámsterdam/Lovaina
- 1996 – Het is niet ernstig, mon amour, Meulenhoff, Ámsterdam
- 1997 – Bellevue/Schoonzicht (con Kamiel Vanhole), Meulenhoff, Ámsterdam
- 2001 – Acacialaan, Meulenhoff, Ámsterdam
- 2004 – Mijnheer sjamaan, Meulenhoff Literair, Ámsterdam
- 2006 – Fijne motoriek, Meulenhoff/Manteau, Ámsterdam/Amberes
- 2007 – Grote Europese roman, Meulenhoff/Manteau, Ámsterdam/Amberes